# Frigyes Riesz
Pour les articles homonymes, voir Riesz.
Frigyes Riesz (Friedrich en allemand et Frédéric en français), né le 22 janvier 1880 à Győr et mort le 28 février 1956 à Budapest, est un mathématicien hongrois. Il est l'un des fondateurs de l'analyse fonctionnelle.

## Biographie
Frigyes Riesz étudie à Budapest, Göttingen et Zurich. Il reçoit son doctorat en 1902 à l'université Loránd Eötvös de Budapest. Il est appelé en 1911 pour une chaire à l'université Kolozsvár (en allemand Klausenburg, en Transylvanie). Comme Kolozsvár (aujourd'hui Cluj-Napoca, Roumanie) devient roumaine en 1920 avec la Paix du Trianon, l'université est déplacée à Szeged.

Riesz fonde avec Alfréd Haar en 1922 à Szeged l'Institut mathématique János-Bolyai (en). En 1945, il est rappelé à Budapest.
Riesz publie en hongrois, allemand et français ; ses écrits sont prisés pour leur clarté.
Le mathématicien Marcel Riesz est son frère cadet.

## Travaux
Riesz est l'un des fondateurs de l'analyse fonctionnelle. Il prouve en 1907 le théorème aujourd'hui connu comme le théorème de Riesz-Fischer en analyse de Fourier dans les espaces de Hilbert, sur l'équivalence entre la mécanique matricielle et la mécanique ondulatoire.
Il est également à l'origine du théorème de compacité de Riesz qui fait le lien entre dimension et compacité des boules fermées dans un espace vectoriel normé. On lui doit aussi le théorème de représentation de Riesz qui établit une isométrie entre un espace de Hilbert et son dual.
On donne son nom à une catégorie d'espaces vectoriels ordonnés en son honneur : les espaces de Riesz (en).